# Bázna község
Bázna község (románul: Comuna Bazna) község Szeben megyében, Romániában. Központja Bázna, beosztott falvai Alsóbajom és Völc.

## Fekvése
A Küküllőmenti-dombvidéken, Nagyszeben és Segesvár között félúton helyezkedik el, Medgyestől 15 kilométerre. 
Medgyes felől a DN14 főúton, Balázstelke község felől a DJ 142B megyei úton közelíthető meg.

## Népessége
1850-től a népesség alábbiak szerint alakult:
| Lakosok száma | 3557 | 3910 | 4505 | 4808 | 5456 | 5365 | 3945 | 3911 | 3792 | 3329 |
|               | 1850 | 1880 | 1900 | 1920 | 1941 | 1977 | 1992 | 2002 | 2011 | 2021 |

A 2011-es népszámlálás adatai alapján a község népessége 3792 fő volt, melynek 63,95%-a román, 28,45%-a roma és 2,7%-a magyar. Vallási hovatartozás szempontjából a lakosság 77,82%-a ortodox, 6,96%_a pünkösdista, 4,4%-a görög rítusú római katolikus, 1,56%-a baptista és 1,37%-a református.

## Nevezetességei
A község területéről az alábbi épületek szerepelnek a romániai műemlékek jegyzékében:
- az alsóbajomi erődtemplom (LMI-kódja SB-II-a-A-12333)
- Bázna központja (SB-II-a-A-12323)
- a báznai erődtemplom (SB-II-a-A-12324)
- a völci erődtemplom (SB-II-a-B-12585)
- a völci evangélikus parókia (SB-II-m-B-12584)